# 東京モノレール100形電車

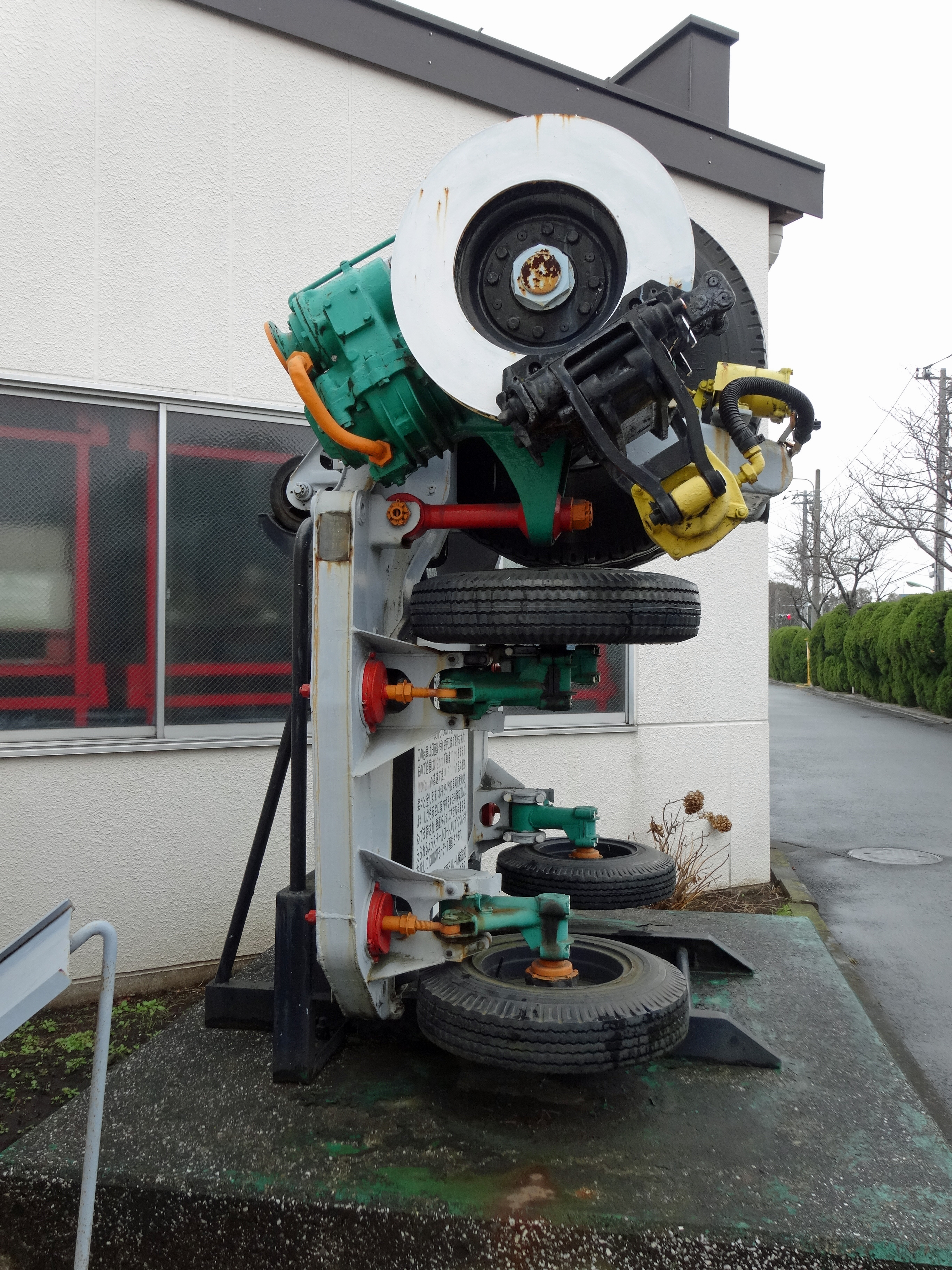
第1号台車（側面）

東京モノレール100形電車（とうきょうモノレール100がたでんしゃ）、及び200形電車・300形電車・350形電車は、かつて東京モノレールに在籍していた跨座式モノレール電車である。

## 概要
1964年（昭和39年）9月の開業に合わせて登場した。日本国内におけるアルヴェーグ式モノレールの事例では名古屋鉄道モンキーパークモノレール線に次ぐ、2例目となった。当時の日立のフィルムでは「日立アルウェーグ式モノレール」と呼んでいた。
後述する4車種を組み合わせた3両を1ユニットとした編成で、1～2ユニットを連結した3～6両で運転された。制御装置は日立製作所製MMC（抵抗制御）、制動装置は発電制動併用電磁直通式 (HSC-D) 、1ユニットに出力130kWの電動機を4個装着し、設計最高速度は100km/h、実際の最高速度は80km/hであった。
車体はアルミニウム合金製で、客用扉は片開き式が片側2か所、車端部は運転台と戸袋窓、扉間には幅の広い2段窓を3つ配した。室内は前面展望を考慮した開放式の運転台とされ、座席は車輪上部が背中合わせのロングシート、ドア間は新幹線二等車（普通車）と同様の配置の片側2人掛け・3人掛けの転換クロスシートであった。
登場時の車体塗装はクリーム・水色・濃青の配色であったが、後に500形同様の赤・白・灰に変更された。通風装置はファンデリアで、冷房は搭載していない。

## 車種

### 100形
先頭車で前面は丸妻構造、貫通扉を設けている。全長10.8mの2軸車で、中間に200形を挟んだ3両で組成された。200形連結側は全断面の幌で結ばれる。定員は80名。

### 200形
中間車。全長8.8mの2軸車で、100形・300形・350形に挟まれた3両で組成された。100形の運転台部分を取り除いた形状である。定員は80名。

### 300形
6両編成用の流線型の先頭車。全長10.8mの2軸車で、中間に200形を挟んで350形を連結した3両で、300形 + 200形 + 350形または350形 + 200形 + 300形で組成された。100形同様に貫通扉を持つが、流線型のため中間には組み込まれない。前面は100形を流線型にした形状とされた。定員は80名。

### 350形
6両編成用の中間車。全長10.1mの2軸車で、300形の編成の200形を挟んだ反対側に連結された。100形の運転台部分を客室に変更した。200形連結側は全断面の幌で結ばれ、反対側は100形・350形と連結可能な幌で簡易運転台を持つ。定員は89名。
| 形式        | 100（奇数車） | 200    | 100（偶数車）  |                |        |               |
| 種別        | 貫通型先頭車  | 中間車 | 貫通型先頭車   |                |        |               |
| ----------- | ------------- | ------ | -------------- | -------------- | ------ | ------------- |
| 3両固定編成 | 101           | 201    | 102            |                |        |               |
| 3両固定編成 | 103           | 202    | 104            |                |        |               |
| 3両固定編成 | 105           | 203    | 106            |                |        |               |
| 3両固定編成 | 107           | 204    | 108            |                |        |               |
| 3両固定編成 | 109           | 205    | 110            |                |        |               |
| 3両固定編成 | 111           | 206    | 112            |                |        |               |
| 3両固定編成 | 113           | 207    | 114            |                |        |               |
| 形式        | 300（奇数車） | 200    | 350（偶数車）  | 350（奇数車）  | 200    | 300（偶数車） |
| 種別        | 流線型先頭車  | 中間車 | 運転台付中間車 | 運転台付中間車 | 中間車 | 流線型先頭車  |
| 6両固定編成 | 301           | 208    | 352            | 351            | 209    | 302           |
| 6両固定編成 | 303           | 210    | 354            | 353            | 211    | 304           |

## 製造
1964年から全車が日立製作所で製造された。製造両数は100形14両、200形11両、300形4両、350形4両である。

## 廃車
1973年（昭和48年）に107-204-108の編成が事故のため、1974年（昭和49年）に304-211-353の編成が状態不良のためそれぞれ廃車となった。
その後登場した500形や600形といった大型ボギー車と比較した場合収容力がなかったこと、加えて老朽化したことから廃車が進み、1978年（昭和53年）3月までに全廃された。